# Два тижні в іншому місті
«Два тиждні в іншому місті» (англ. Two Weeks in Another Town) — роман американського письменника Ірвіна Шоу написаний в 1960 році. 

## Сюжет
Джон Ендрюс (сценічний псевдонім Джеймс Роял) вирушає на два тижні з Франції, де він живе з третьою дружиною, до Риму, щоб допомогти своєму старому другові режисеру Морісу Ділані зняти його новий фільм. В останні 10 років Ділані знімав невдалі фільми, і зйомки цього фільму є для нього, по суті, останнім шансом. Колись Джон був знаменитим актором Голлівуду, але під час Другої світової війни він був поранений - пошкодив собі щелепу і не зміг більше зніматися. З того часу він працює у Франції лінією НАТО, пише промови генералам, зустрічає чиновників тощо.
У Рим він їде як допомогти другові, а й згадати молоді роки. Джон уже має сина від першої дружини, який ненавидить свого батька, і двох дітей від третьої дружини-француженки. Після приїзду Джон знайомиться з 27-річною Веронікою, і за півтори години вони вже опиняються в ліжку. Але наступного дня в номер Джона заявився молодик на ім'я Брісак, як виявилося, хлопець Вероніки, і ледь не зарізав ножем.
Брісак — американець, в Італії він займався переважно перекладами, добре знаючи італійську та французьку. За іронією долі, саме Брісак незабаром стає дуже близьким Джону, він пише чудовий сценарій, а коли у Ділані трапляється серцевий напад, він стає на його місце, надаючи неоціненну допомогу у постановці фільму. Але потім один за одним йдуть удари долі — гине близький друг Джона, Вероніка несподівано їде до Цюріха і виходить там заміж, Ділані, засліплений марнославством, виганяє зі студії талановитого Брісака. Джон повертається додому.

## Екранізація
За мотивами цього роману в 1962 році був знятий драматичний фільм з такою ж назвою із Кірком Дугласом у головній ролі.